# Jan Werle
Jan Werle (ur. 15 stycznia 1984 w Warnsveld) – holenderski szachista, arcymistrz od 2006 roku.

## Kariera szachowa
Po raz pierwszy na arenie międzynarodowej pojawił się w roku 1994, startując w mistrzostwach świata juniorów do lat 10 w Szeged. W kolejnych latach wielokrotnie reprezentował Holandię w mistrzostwach świata i Europy w różnych kategoriach wiekowych. W roku 2000 zdobył w Chalkidiki brązowy medal w mistrzostwach Europy juniorów do lat 16. Rok później zdobył medal srebrny w kategorii do lat 18. W 1999 roku zdobył w Leiden tytuł mistrza Holandii juniorów do lat 16. W 2001 podzielił II m. w Dieren (za Siemionem Dwojrisem), Avilés (za Krzysztofem Jakubowskim) oraz Hengelo (za Zacharem Jefimienko). W 2006 podzielił II m. (za Suatem Atalikiem, wraz z Cyrilem Marcelinem) w grupie C festiwalu Corus w Wijk aan Zee oraz zajął IV m. (za Ivanem Sokolovem, Michaelem Adamsem i Janem Timmanem) w silnie obsadzonym memoriale Howarda Stauntona w Londynie. Zwyciężył również (wspólnie z Iwanem Czeparinowem) w otwartym turnieju w Hoogeveen, natomiast w 2007 r. w tym mieście podzielił II miejsce (za Eltajem Safarlim, wspólnie z Jewgienijem Postnym, Friso Nijboerem i Janem Smeetsem). W 2008 r. odniósł duży sukces, zdobywając w Liverpoolu tytuł mistrza Unii Europejskiej. W 2014 r. podzielił I m. (wspólnie z Maksimem Turowem i Jurijem Sołodowniczenko) w Oslo.
Najwyższy ranking w dotychczasowej karierze osiągnął 1 stycznia 2009 r., z wynikiem 2607 punktów zajmował wówczas 5. miejsce wśród holenderskich szachistów.